# Divine (sång)
Divine är en låt av den franska musikern Sébastien Tellier. Låten var den andra singeln från albumet Sexuality, och representerade även Frankrike i Eurovision Song Contest 2008. 
The Chivers som omnämns i låtens text syftar troligtvis på The Beach Boys.

## Eurovision Song Contest 2008
Låten fick i Eurovision Song Contest 2008 47 poäng och delade därmed 18:e-platsen med Sveriges Charlotte Perrelli.
Divine var den första låten med mestadels engelsk text att representera Frankrike i Eurovision Song Contest. Tanken var först att låten skulle sjungas helt på engelska, men efter massiva protester valde man att byta ut textraden "I'm alone in life to say, I love the Chivers anyway" mot raden "Toi et moi c'est comme tu sais, comment mon cœur a succombé". Den nya versionen av låten blev känd som "Divine Vision", och finns som extraspår på Divine-singeln.

## Listplaceringar
Låten nådde i mars 2008 en andraplacering på Sveriges Itunes-lista, och två månader senare gick den upp på förstaplatsen.
| Lista (2008)           | Topplacering |
| ---------------------- | ------------ |
| Belgiska singellistan  | 29           |
| Danska singellistan    | 39           |
| Litauiska singellistan | 13           |
| Svenska singellistan   | 4            |
| Brittiska singellistan | 106          |

### Fotnoter
1. ↑  ”SEBASTIEN TELLIER Biography”. BUREAU EXPORT. Arkiverad från originalet den 2 mars 2009. https://web.archive.org/web/20090302193653/http://french-music.org/scr_artist.php?artist_id=22270. Läst 7 februari 2009.
2. ↑  ultratop.be - Sébastien Tellier - Divine
3. ↑  ”Denmark Singles Chart”. Arkiverad från originalet den 25 maj 2012. https://archive.is/20120525204635/http://danishcharts.com/showitem.asp?interpret=S%E9bastien+Tellier&titel=Divine&cat=s. Läst 11 januari 2009.
4. ↑  Svenska singellistan